# 티볼리 슈타디온 티롤
티볼리 슈타디온 티롤(Tivoli Stadion Tirol)은 오스트리아 인스브루크에 위치한 축구 경기장으로, 2000년 9월 8일에 개장했으며 FC 바커 인스브루크의 홈 구장으로 사용되고 있다. 현재 17,000명을 수용할 수 있으며, 한때 UEFA 유로 2008 경기장으로 선정되면서 30,000명까지도 수용할 수 있었던 경기장이다. 현재 미식축구 경기장으로도 사용하고 있다.
티볼리는 올림피아월드 인스부르크(Olympiaworld Innsbruck)라고 불리는 인스부르크 스포츠 단지의 일부로 축구 구장 외에도 인스브루크 올림픽 홀, 티롤러 빙상 경기장(티롤러 바세르크라프트 아레나), 올림픽 슬라이딩 센터(올림피아 아이스카날 이글스)가 위치해 있다.

## 기록

### 2002년 FIFA 월드컵 유럽 지역 예선
| 날짜            | 팀 1       | 스코어 | 팀 2         | 라운드 |
| --------------- | ---------- | ------ | ------------ | ------ |
| 2001년 4월 25일 | 오스트리아 | 2 - 0  | 리히텐슈타인 | 7조    |